# Hydroglyphus circulatus
Hydroglyphus circulatus är en skalbaggsart som först beskrevs av Régimbart 1889.  Hydroglyphus circulatus ingår i släktet Hydroglyphus och familjen dykare. Inga underarter finns listade i Catalogue of Life.